# Fernand Kolney
Fernand Kolney (Pantin, 25 mai 1868 - Paris 14e, 12 mars 1930), pseudonyme de Fernand Pochon de Colnet, est un homme de lettres français proche du mouvement libertaire.

## Biographie
Il est le frère d'Eugénie Pochon, épouse de Laurent Tailhade.
Néomalthusien, en 1908, il est parmi les fondateurs avec Eugène Humbert, Sébastien Faure, Victor Méric et Gabriel Giroud, de la revue Génération consciente.
Romancier polémiste, il est également spécialiste de la littérature libertine des XVIIe et XVIIIe siècles.

## Œuvres
- Fernand Kolney, Contes Bibliques, 1904Publication incertaine
- Fernand Kolney, Le Salon de Madame Truphot (Roman), 1904 (lire en ligne).
- Fernand Kolney, L'Androphobe, 1904Publication incertaine
- Fernand Kolney, Les Aubes Mauvaises (Roman), 1905 (lire en ligne).
- Fernand Kolney, L'amour dans 5000 ans (Roman), 1905 (réimpr. 1928) (lire en ligne).
- Fernand Kolney, La Bacchante des Noires Ivresses, 1905Publication incertaine
- Fernand Kolney, La grève des ventres, 1907
- Fernand Kolney, Le Crime d'engendrer..., 1909
- Fernand Kolney, La société mourante et le néo-malthusisme, 1911
- Fernand Kolney, L'affranchie (Roman), 1920.
- Fernand Kolney, Laurent Tailhade : son œuvre, étude critique, document pour l'histoire de la littérature française, 1922 (lire en ligne).
- Fernand Kolney, L'Institut de Voluptés (roman), 1926.
- Fernand Kolney, Les plus belles nuits d'amour de Casanova, 1927.
- Fernand Kolney, Les plus belles nuits d'amour au temps du Bien-aimé..., 1928.
- Fernand Kolney, Marianne à la curée, Roman de mœurs politiques, 1928.
- Fernand Kolney, L'"Honnète" Poincaré ou le Banqueroutier des quatre cinquièmes, 1929.
- Fernand Kolney, Les Plus beaux contes de Jean de La Fontaine, transposés en prose..., 1930.
- Fernand Kolney, Les Amours du Beau Chevalier de Biron, l'Emule de Casanova, 1931.
- Fernand Kolney, La Citoyenne Guillotine, Roman d'un aventurier sous la Révolution, 1932.